# 花山院師信
花山院 師信（かさんのいん もろのぶ）は、鎌倉時代後期の公卿。内大臣・花山院師継の子。官位は従一位・内大臣。

## 経歴
後宇多朝の蔵人頭から17歳で参議、正安元年（1299年）に権中納言、嘉元元年（1303年）に権大納言、徳治3年1月5日（1308年1月28日）、兵部卿と順調に出世を重ねる。
2度の後宇多上皇の院政では、院伝奏を務めた。対立関係にある持明院統の花園天皇からも「和漢の才に富んだ補佐役」として評価されて信頼が厚く、花園朝では大覚寺統系の公家が軒並み要職から外されていく中で正和5年（1316年）に異例の大納言昇進を果たした。正和6年（1317年）6月21日、従一位に叙される。
続いて大覚寺統に政権が戻った後醍醐天皇の元応元年（1319年）には内大臣に昇進するが、2年後に病死。花園上皇がその日の日記に「大きな損失である」と記すなど、大覚寺統・持明院統双方からその死を惜しまれた。

## 系譜
- 父：花山院師継
- 母：家女房毛利季光娘
- 妻：恵一（僧。五辻忠継の子）の娘
  - 次男：花山院師賢 - 元弘の変で後醍醐天皇方として活躍した
- 生母不明の子女
  - 男子：花山院兼信 - 権中納言。花山院師兼の父という説もある[1]。
  - 男子：花山院信忠
  - 男子：賢季